# Kanton Le Bugue
Le Bugue is een voormalig kanton van het Franse departement Dordogne. Het kanton maakte deel uit van het arrondissement Sarlat-la-Canéda. Het werd opgeheven bij decreet van 21 februari 2014, met uitwerking op 22 maart 2015.

## Gemeenten
Het kanton Le Bugue omvatte de volgende gemeenten:
- Le Bugue (hoofdplaats)
- Campagne
- Fleurac
- Journiac
- Manaurie
- Mauzens-et-Miremont
- Saint-Avit-de-Vialard
- Saint-Cirq
- Saint-Félix-de-Reillac-et-Mortemart
- Savignac-de-Miremont